# Дзежгонь (гміна)
Гміна Дзежгонь (пол. Gmina Dzierzgoń) — місько-сільська гміна у північній Польщі. Належить до Штумського повіту Поморського воєводства.
Станом на 31 грудня 2011 у гміні проживало 9624 особи.

## Територія
Згідно з даними за 2007 рік площа гміни становила 131.40 км², у тому числі:
- орні землі: 86.00%
- ліси: 2.00%

Таким чином, площа гміни становить 17.98% площі повіту.

## Населення
Станом на 31 грудня 2011:
| Опис     | Загалом | Загалом | Чоловіки | Чоловіки | Жінки | Жінки |
| -------- | ------- | ------- | -------- | -------- | ----- | ----- |
| одиниця  | осіб    | %       | осіб     | %        | осіб  | %     |
| все      | 9624    | 100     | 4820     | 50.08    | 4804  | 49.92 |
| міське   | 5638    | 100     | 2770     | 49.13    | 2868  | 50.87 |
| сільське | 3986    | 100     | 2050     | 51.43    | 1936  | 48.57 |

## Сусідні гміни
Гміна Дзежгонь межує з такими гмінами: Маркуси, Міколайкі-Поморське, Рихлики, Старе Поле, Старий Дзежґонь, Старий Тарґ.